# 交響曲第3番 (バックス)
交響曲第3番は、アーノルド・バックスが1929年に完成させた交響曲。

## 概要
バックスは1928年から1929年にかけての冬季、スコットランド西岸のモラーで本作の作曲に着手した。スケッチはロンドン、ハムステッドの自宅で済ませてあり、それをもとに書き上げていった形である。1929年2月に全曲が完成しており、これによって本作はモラーで書き上げられた作品の第1号となる。彼はこの後の10年間、音楽を生み出すにあたっては専らモラーに訪れるようになった。
初演は1930年3月にヘンリー・ウッドの指揮によって行われた。ウッドはバックスの音楽を擁護しており、特に1930年代に彼の名声が高まったのはウッドが根気よく作品を取り上げたからであると言っても過言ではない。曲はウッドへと捧げられている。
バックスは簡略譜にニーチェの言葉の一節を引用していたが、出版譜からは削除してしまい、作品の背景にある筋書きについて語ることはなかった。標題音楽に対する当時の懐疑的な空気がそうさせたのではないかと、ルイス・フォアマンは推測している。
ヴィオラ奏者のバーナード・ショアが「演奏するのが聴くのと同じくらいに刺激的」であると評した本作は、初演後には成功を収めて人気を博した。バックスがこの世を去った後も、彼の大規模作品としては有数の演奏頻度を誇っている。

## 楽器編成
フルート3（1人はピッコロ持ち替え）、オーボエ2、クラリネット4、バスクラリネット、ファゴット2、コントラファゴット、ホルン4、トランペット3、トロンボーン3、チューバ、ティンパニ、バスドラム、テナードラム、スネアドラム、タンバリン、シンバル、ゴング、シロフォン、グロッケンシュピール、チェレスタ、金床、ハープ2、弦五部。

## 楽曲構成

### 第1楽章
Lento moderato - Allegro moderato - Lento moderato - Allegro moderato
緩徐部と急速な楽想が交代する形を取っており、中でも中央の緩やかな部分が全体の半分近くを占める。バックスはこの楽章の構成をどうするかについて、ヴォーン・ウィリアムズに相談を持ち掛けたという。ファゴットの神秘的な旋律で開始し、その最初の3音が曲の統一に一役買うことになる。低弦から新しい素材が現れた後に速度を上げるが、落ち着きを取り戻すと5つの独奏ヴァイオリンが次の緩徐部を先導する。再度速度を上げた中で頂点において金床が打ち鳴らされ、一度耳にすれば忘れがたい印象を残す。最後は楽章中の主題、モチーフが回帰し、激した中での幕引きとなる。

### 第2楽章
Lento
ホルンのソロで幕を開ける。続いて入ってくるトランペット独奏は、どこか悲しみを感じさせる。ところによっては、バックスが以前に完成させていた交響詩『ティンタジェル』を想起させる部分もある。

### 第3楽章
Moderato - Più mosso - Tempo I - Epilogue
エピローグ付きのスケルツォであるが、前半がスケルツォとフィナーレの役割を持ち、エピローグがあたかも独立した楽章のように振る舞う。激しいリズムを伴う主題で開始し、やがて第1楽章の第2主題が回帰して曲はエピローグへと入っていく。エピローグは海を思わせる美しい終結部となっており、ヴァーノン・ハンドリーはこの箇所が初期の3作の交響曲群の頂点を成すように思われると述べた。ヴォーン・ウィリアムズはこのエピローグの主題を、自身のピアノ協奏曲へと借用している。